# Кальчирбуран
Кальчирбуран (баш. Кәлсер-Буран) — деревня в Аургазинском районе Башкортостана. Относится к Новокальчировскому сельсовету.

## Географическое положение
Расстояние до:
- районного центра (Толбазы): 8 км,
- центра сельсовета (Новый Кальчир): 2 км,
- ближайшей ж/д станции (Белое Озеро): 36 км.

## Население
| 2002 | 2009 | 2010 |
| ---- | ---- | ---- |
| 312  | ↗314 | ↗318 |

Национальный состав
Согласно переписи 2002 года, преобладающая национальность — башкиры (79 %).

## Религия
В деревне есть мечеть.